# سيتيو دو كوينتو
سيتيو دو كوينتو بلدية في ولاية باهيا في المنطقة الشمالية الشرقية من البرازيل.